# Eugenio Agacino y Martínez
Eugenio Agacino y Martínez (Ferrol, La Coruña, 1851 – Alicante, 26 de julio de 1924) fue un marino español. Ingresó en el cuerpo general de la Armada y se retiró con el título de capitán de corbeta para dedicarse a su trabajo en una compañía trasatlántica de formación de personal. Colaboró en “La Revista de la Marina”. 
Fue autor de numerosas obras, entre las que se encuentran los siguientes títulos:
- Cartilla de electricidad práctica.
- Cartilla de máquinas de vapor.
- Construcción naval mercante.
- Guía práctica del marino mercante.
- Geografía marítima. Ramón y Eugenio Agacino (1921).
- Higiene naval.
- Manual de telegrafía sin hilos. Ramón y Eugenio Agacino (1916).
- Manual del Maquinista de la Marina mercante.

Además elaboró tablas náuticas, un tratado de navegación y libros de trigonometría.
- Datos: Q3398305